# Flattnitz
Die Flattnitz ist eine Landschaft in den Gurktaler Alpen in Kärnten (Österreich). Über die Hochebene führt ein Übergang zwischen dem Gurktal und dem Oberen Murtal. An der Passhöhe liegt die gleichnamige Ortschaft Flattnitz.

## Name

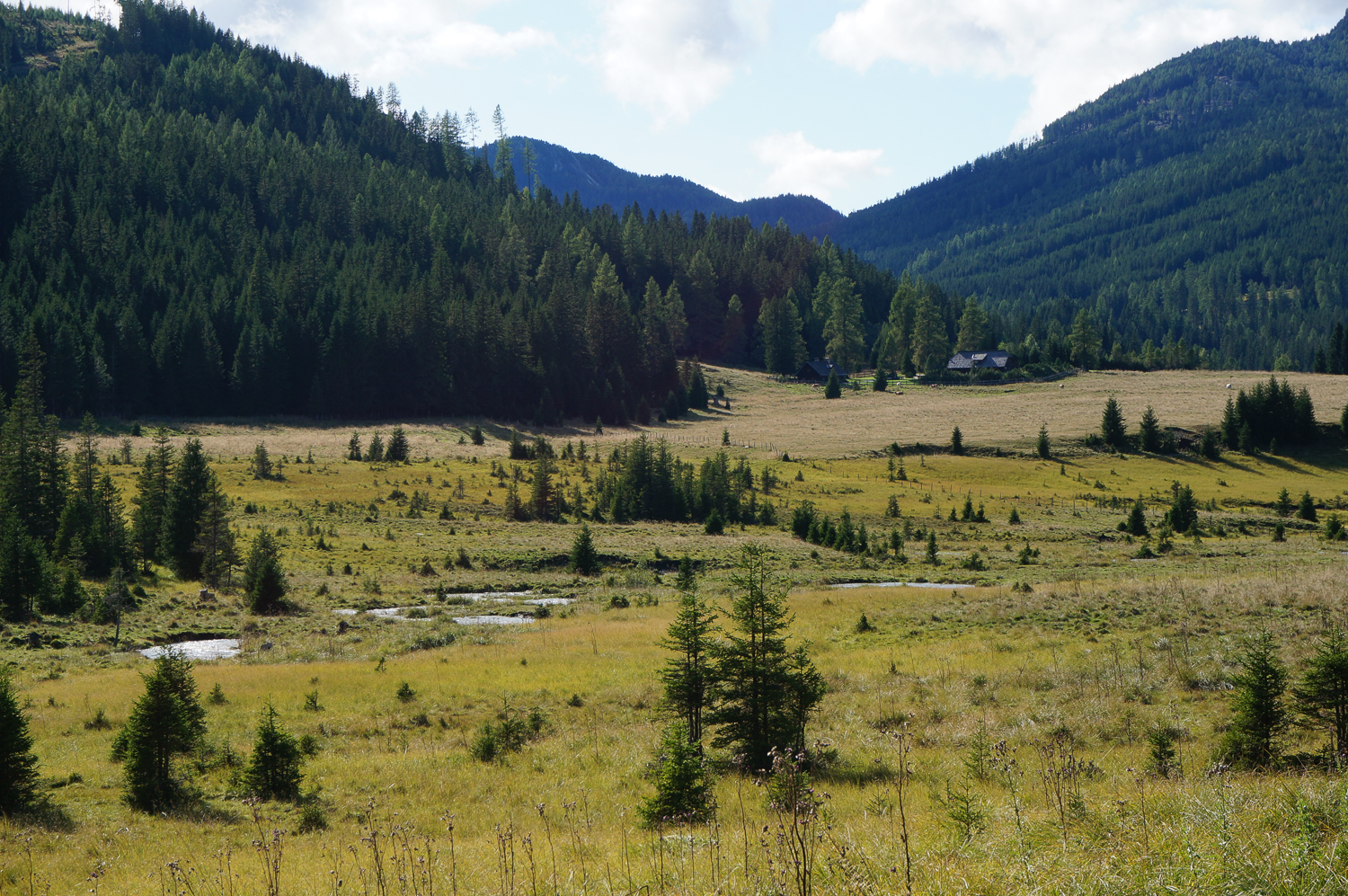
Hochmoor Flattnitz

Der Name Flattnitz lässt sich auf das slowenische blato (= Moos/Moor) zurückführen.

## Geografie

### Lage

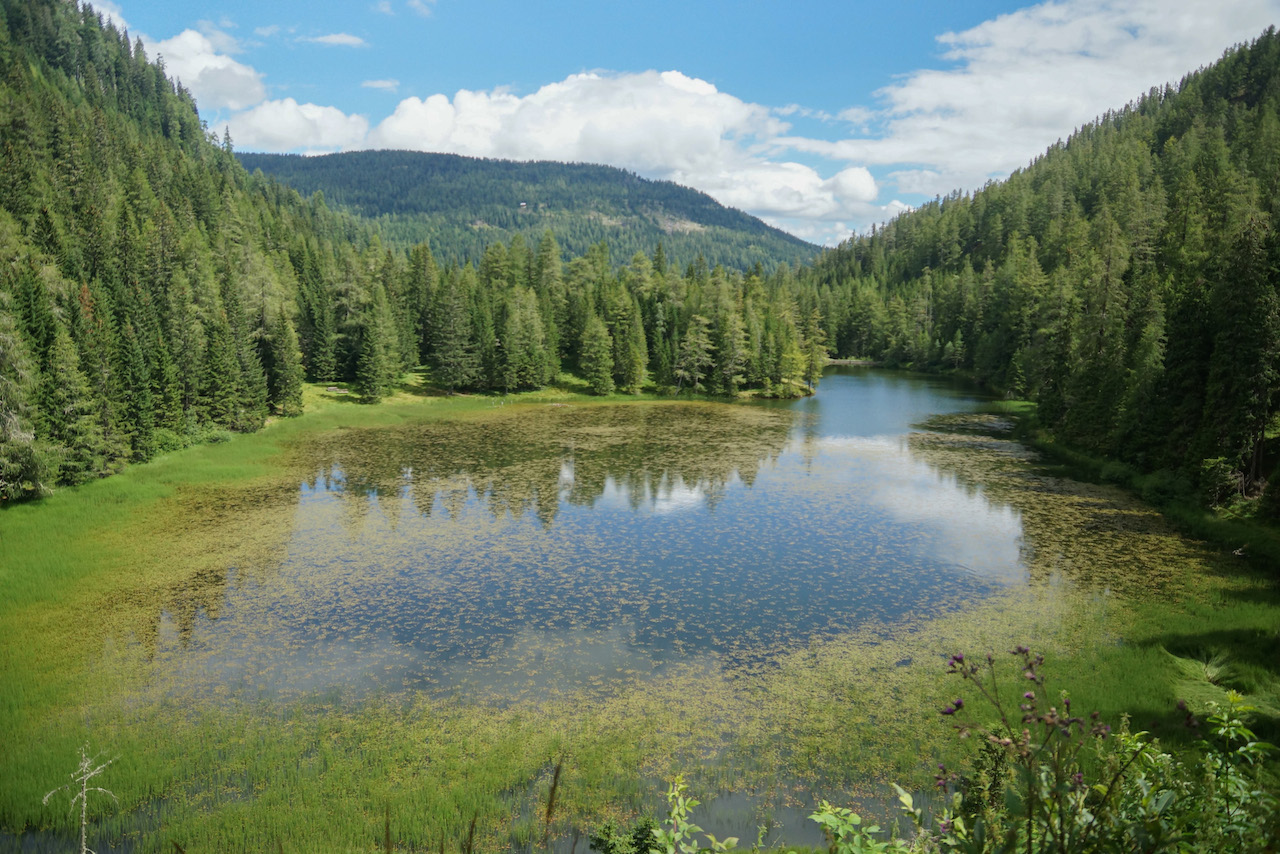
Flattnitzer See

Die Flattnitz liegt im Nordwesten des Bezirks St. Veit an der Glan. In engerem Sinn umfasst sie die im Norden der Gemeinde Glödnitz den Passübergang an der Flattnitzer Höhe über dem Flattnitzsee, die kleine teils sumpfige Hochebene nordwestlich des Passübergangs, an der die Ortschaft Flattnitz liegt, und der sich nördlich anschließende flache Talboden des Flattnitzbachs.
In weiterem Sinn werden auch noch folgende Gebiete zur Flattnitz gezählt:
- das sich von der Ortschaft nach Westen hinauf auf den Hirnkopf erstreckende Schigebiet
- die westlich davon gelegenen Täler um den Oberlauf des Paalbachs, die sich teils bis in den Norden der Gemeinde Deutsch-Griffen erstrecken
- das Tal des Felfernigbachs im äußersten Westen der Gemeinde Metnitz
- der Kärntner Anteil des Schachmannsthals im äußersten Nordwesten der Gemeinde Metnitz

### Siedlungen
Die Ortschaft Flattnitz umfasst die Gebäude auf dem gesamten zur Gemeinde Glödnitz gehörenden Teil der Flattnitz.
Die Hütten im Deutsch-Griffener Anteil der Flattnitz werden zur Ortschaft Gray gezählt.
Der Metnitzer Anteil an der Flattnitz wird seit einigen Jahrzehnten als Ortschaft Felfernigthal geführt. Bis nach Mitte des 20. Jahrhunderts hieß auch diese Metnitzer Ortschaft Flattnitz. Das Schachmannsthal wurde erst ab Mitte des 20. Jahrhunderts zunächst zur Metnitzer Ortschaft Flattnitz gerechnet, heute zählt es zur Ortschaft Felfernigthal; vor Mitte des 20. Jahrhunderts galten die Häuser und Hütten im Schachmannsthal als Teil der Ortschaft Oberalpe.

## Pass
Über die Flattnitz führt eine Straße, die von Süden, aus dem Mittleren Gurktal ab Kleinglödnitz über das Glödnitztal hinaufführt, weiter nach Norden bis Stadl an der Mur ins Obere Murtal. In diese Straße mündet nur ein paar hundert Meter östlich der Passhöhe, beim Biermanstiegel, die aus dem Metnitztal heraufführende Straße. 
Die durch die Flattnitzer Straße (L63) erschlossene Passhöhe, genannt Flattnitzer Höhe, liegt auf 1400 m ü. A. Die Passstraße ist heute nur von regionaler Bedeutung, war jedoch zur Römerzeit Teil einer wichtigen Straßenverbindung aus dem Kärntner Zentralraum ins heutige Salzburg.
Parallele Sättel sind die Turracherhöhe im Westen und Grattinger Sattel, Neumarkter Sattel und Perchauer Sattel im Osten. 
Die südliche Fortsetzung des Verkehrswegs führt heute durch die Enge Gurk nach Feldkirchen und weiter in den Kärntner Zentralraum; im Mittelalter führte der Weg aus dem Glödnitztal nach Feldkirchen über Weitensfeld und Zammelsberg, zur Römerzeit ging es dem Gurktal folgend in den Kärntner Zentralraum. Vom nördlichen Ende der Passstraße gibt es Straßenverbindung weiter nach Norden über Radstädter Tauern, Sölkpass und Triebener Tauern zum Ennstal.

## Geschichte
Die Tabula Peutingeriana erwähnt eine Versorgungsstation namens Tarnasicis, die heute anhand der Meilenangaben in Bezug auf Immurium auf der Flattnitz vermutet wird.
In einer Schenkungsurkunde Kaiser Arnulfs an den Edlen Zwentibold wird das Gebiet um Flattnitz erstmals um 898 erwähnt. Von großer wirtschaftlicher Bedeutung waren die Silber-, Eisen- und Bleivorkommen. Die Flattnitz diente den Gurker Bischöfen als Sommerresidenz, Bischof Heinrich I. ließ 1173 die Rundkirche Sankt Johannes der Täufer errichten. Die romanische Kirche zeugt von der früheren Bedeutung durch Säumer und den Bergbau (siehe auch Bergbau in Kärnten) herrührt. 
1478 fielen die Türken ein und machten die Flattnitz zur „Blutigen Alm“. 
Ende des 18. Jahrhunderts wurde am 24. Juni, dem Johannistag und am zweiten Sonntag darauf ein weithin bekanntes Wettringen abgehalten. Dabei versammelte sich die männliche Jugend aus Kärnten, dem nahen Salzburg und der Steiermark. Ein legendärer Sieger über sieben Jahre war um diese Zeit Johann Strauß, der „Magdaleniger Hansl“ aus St. Jakob ob Gurk.

## Tourismus
Die Almregion des Flattnitzer Sattels wird heute von Sommer- und Winterurlaubern gleichermaßen besucht.

### Sehenswürdigkeiten

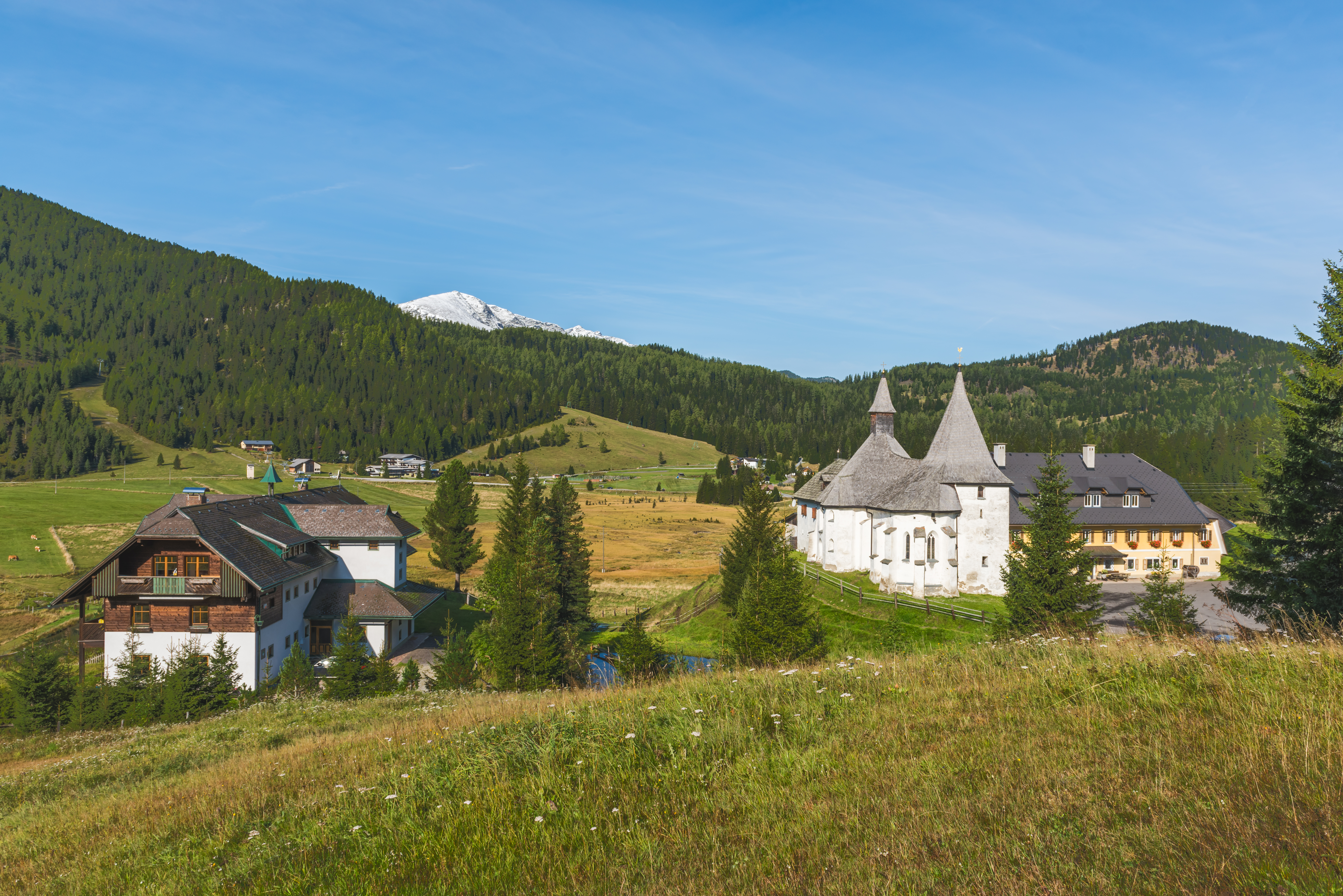
Ortschaft Flattnitz mit Filialkirche

In der Ortschaft Flattnitz befinden sich die Filialkirche Flattnitz und das Amtshaus. 
Am nördlichen Ausläufer des Hirnkopfs, auf Gemeindegebiet von Deutsch-Griffen, befindet sich ein denkmalgeschützter Kalkofen aus dem 17. Jahrhundert, der zur Erzeugung von Mauerkalk verwendet wurde.

### Schigebiet
Im Schigebiet Flattnitz, das 13 km Pisten und eine 15-Kilometer-Langlaufloipe umfasst gibt es einen Sessellift (Konzession bis 2026), zwei Schlepplifte und einen Babylift. Nach Insolvenz der Liftbetreibergesellschaft war davon in der Saison 2024/25 nur der seit 1957 bestehende Schlepplift neben dem Gasthof Isopp in Betrieb.

### Wanderwege
Auf der Flattnitz und in ihrer Umgebung gibt es zahlreiche Wanderwege, mit dem Salzsteigweg und dem Kärntner Grenzweg führen auch Weitwanderwege durch die Region.

## Klima
|                        | Jan  | Feb  | Mär  | Apr  | Mai  | Jun  | Jul  | Aug  | Sep  | Okt  | Nov  | Dez  |   |      |
| Mittl. Temperatur (°C) | −4,9 | −4,4 | −1,3 | 2,2  | 7,4  | 10,9 | 12,9 | 12,0 | 8,0  | 4,1  | −0,8 | −4,1 | ⌀ | 3,5  |
| Mittl. Tagesmax. (°C)  | −0,1 | 0,8  | 3,7  | 7,3  | 12,8 | 16,1 | 18,6 | 17,7 | 13,6 | 9,2  | 3,5  | 0,1  | ⌀ | 8,7  |
| Mittl. Tagesmin. (°C)  | −8,4 | −8,1 | −5,1 | −1,8 | 2,5  | 5,8  | 7,8  | 7,6  | 4,1  | 0,6  | −3,8 | −7,2 | ⌀ | −0,5 |
|                        |      |      |      |      |      |      |      |      |      |      |      |      |   |      |
| Niederschlag (mm)      | 36   | 40   | 59   | 79   | 118  | 142  | 142  | 159  | 112  | 109  | 95   | 57   | Σ | 1148 |
|                        |      |      |      |      |      |      |      |      |      |      |      |      |   |      |
| Luftfeuchtigkeit (%)   | 64,3 | 60,6 | 59,4 | 59,0 | 59,4 | 61,1 | 60,1 | 63,7 | 66,0 | 70,2 | 70,2 | 69,1 | ⌀ | 63,6 |

| −8,4 |

| −8,1 |

| −5,1 |

| −1,8 |

| 2,5 |

| 5,8 |

| 7,8 |

| 7,6 |

| 4,1 |

| 0,6 |

| −3,8 |

| −7,2 |

| −8,4 |

| −8,1 |

| −5,1 |

| −1,8 |

| 2,5 |

| 5,8 |

| 7,8 |

| 7,6 |

| 4,1 |

| 0,6 |

| −3,8 |

| −7,2 |

| N i e d e r s c h l a g | 36  | 40  | 59  | 79  | 118 | 142 | 142 | 159 | 112 | 109 | 95  | 57  |
|                         | Jan | Feb | Mär | Apr | Mai | Jun | Jul | Aug | Sep | Okt | Nov | Dez |